# Пихта
Пихта́ (рос. Пыхта) — річка в Росії, права притока Чепци. Протікає територією Кезького та Дебьоського районів Удмуртії .
Річка починається на території присілку Фокай Кезького району, протікає спочатку на південь та південний захід, потім повертає на південь та південний схід, потім повертається на попередній південно-західний та південний напрямок. Впадає до Чепци на території присілку Нижня Пихта Дебьоського району, при цьому гирло розділяється на два рукави, утворюючи річковий острів. Середня течія заболочена. Майже повністю річка протікає через лісові масиви тайги. Приймає багато дрібних приток, найбільші з яких ліві Пихта-1 і Лубейка та права Тортимка.
Через річку збудовано декілька автомобільних мостів, на руслі створено декілька ставків. Над річкою розташовані населені пункти:
- Кезький район — Фокай, Спірьониші
- Дебьоський район — Нижня Пихта